# ルベン・チャウス

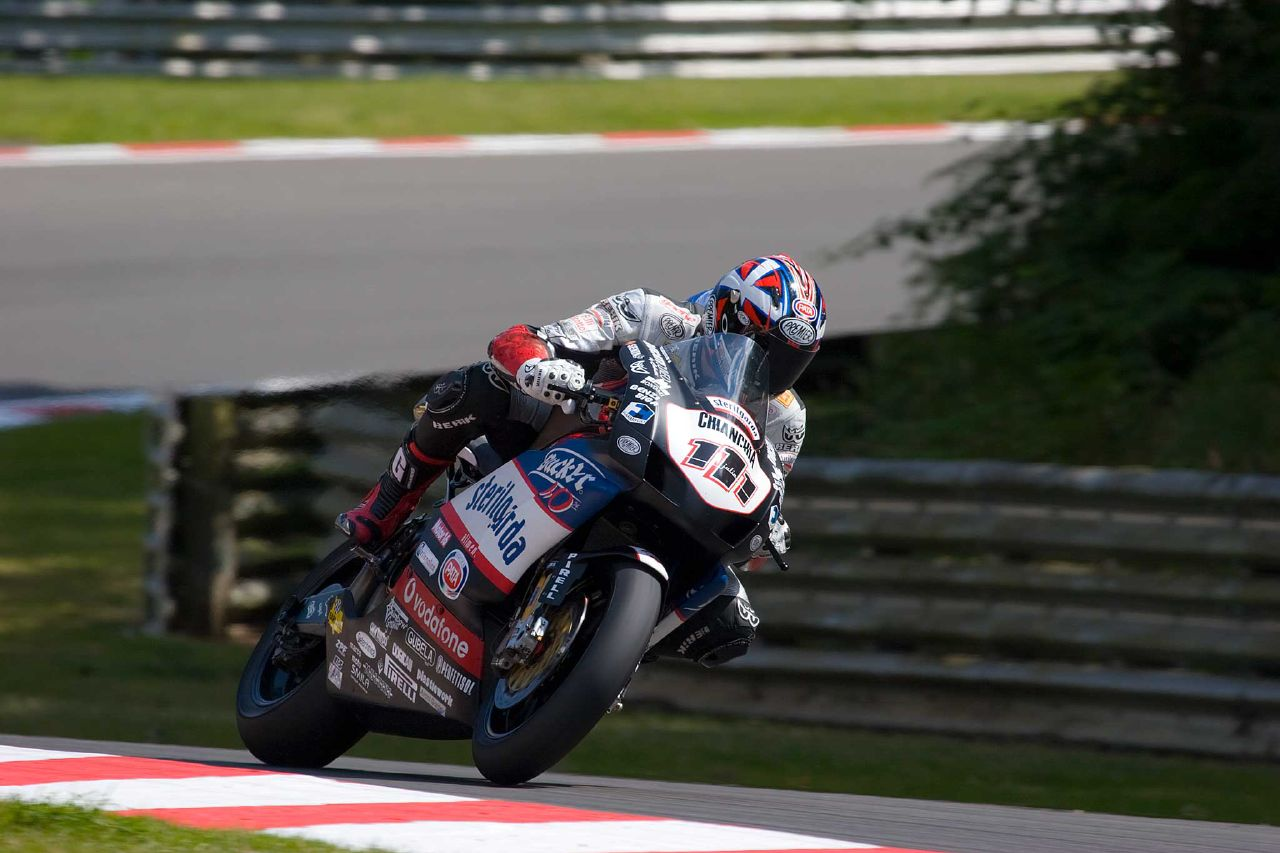
ルベン・チャウス

ルベン・チャウス・イ・モレノ（Rubén Xaus i Moreno、1978年2月18日 - ）は、スペイン・カタルーニャ州バルセロナ県サン・クガ・デル・バリェス出身のモーターサイクル・ロードレースライダー。2003年のスーパーバイク世界選手権ランキング2位。

## 戦績
- 5歳 - モーターサイクルに乗り始める
- 1992年 - カタルーニャ選手権125cc参戦
- 1993年 - カタルーニャ選手権スーパーモタード80ccチャンピオン
- 1994年 - オープンドゥカドス・スーパースポーツスペイン選手権ランキング17位（ホンダ）
  - スーパースポーツ世界選手権（サンダーバイクトロフィー？）参戦
- 1995年 - オープンドゥカドス・スーパースポーツスペイン選手権ランキング3位（ホンダ）
  - サンダーバイクトロフィーランキング12位（ホンダ）、
  - ロードレース世界選手権GP250参戦（ホンダ）
- 1996年 - サンダーバイクトロフィーランキング6位（ホンダ）
- 1997年 - スーパースポーツ世界選手権ランキング12位（ホンダ）、
  - モンジュイック24時間レース（カタロニアサーキット）1位（ホンダ）
- 1998年 - ドイツプロスーパーバイク選手権ランキング6位（スズキ）
  - ドイツスーパースポーツ選手権ランキング4位
- 1999年 - スーパースポーツ世界選手権ランキング5位（ヤマハ）
- 2000年 - スーパースポーツ世界選手権ランキング7位（ドゥカティ・インフォストラーダ）
- 2001年 - スーパーバイク世界選手権ランキング6位（ドゥカティ・インフォストラーダ）
- 2002年 - スーパーバイク世界選手権ランキング6位（ドゥカティ・インフォストラーダ）
- 2003年 - スーパーバイク世界選手権ランキング2位（ドゥカティ）
- 2004年 - ロードレース世界選手権MotoGPランキング11位（ダンティン・ドゥカティ）
- 2005年 - ロードレース世界選手権MotoGPランキング16位（フォルトゥナ・ヤマハ・テック3）
- 2006年 - スーパーバイク世界選手権参戦（ステルガルダ・ベリック、ドゥカティ）

※1998年以前のスーパースポーツ世界選手権は国際モーターサイクリズム連盟（FIM）公認ではありません。